# Dendrobium brachycalyptra
Dendrobium brachycalyptra är en orkidéart som beskrevs av Rudolf Schlechter. Dendrobium brachycalyptra ingår i släktet Dendrobium, och familjen orkidéer. Inga underarter finns listade i Catalogue of Life.